# Tour der südafrikanischen Rugby-Union-Nationalmannschaft nach Frankreich und England 1992
| Tour der Springboks nach Frankreich und England 1992 | Tour der Springboks nach Frankreich und England 1992 | Tour der Springboks nach Frankreich und England 1992 | Tour der Springboks nach Frankreich und England 1992 | Tour der Springboks nach Frankreich und England 1992 |
| Übersicht                                            | S                                                    | G                                                    | U                                                    | N                                                    |
| ---------------------------------------------------- | ---------------------------------------------------- | ---------------------------------------------------- | ---------------------------------------------------- | ---------------------------------------------------- |
| Test Matches                                         | 03                                                   | 1                                                    | 0                                                    | 2                                                    |
| Sonstige Spiele                                      | 10                                                   | 6                                                    | 0                                                    | 4                                                    |
| Gesamt                                               | 13                                                   | 7                                                    | 0                                                    | 6                                                    |
|                                                      |                                                      |                                                      |                                                      |                                                      |
| Frankreich                                           | 02                                                   | 1                                                    | 0                                                    | 1                                                    |
| England                                              | 01                                                   | 0                                                    | 0                                                    | 1                                                    |

Die Tour der südafrikanischen Rugby-Union-Nationalmannschaft nach Frankreich und England 1992 umfasste eine Reihe von Freundschaftsspielen der Springboks, der Nationalmannschaft Südafrikas in der Sportart Rugby Union. Das Team reiste im Oktober und November 1992 durch Frankreich und England, wobei es 13 Spiele bestritt. Dazu gehörten drei Test Matches mit Nationalmannschaften und zehn weitere Begegnungen mit Auswahlteams. Es handelte sich um den ersten Besuch der Springboks in Europa nach der Aufhebung des Apartheid-Sportboykotts. Insgesamt verlief die Tour für die Südafrikaner mit fünf Niederlagen eher enttäuschend.

## Spielplan
- Hintergrundfarbe grün = Sieg
- Hintergrundfarbe rot = Niederlage

(Test Matches sind grau unterlegt; Ergebnisse aus der Sicht Südafrikas)
| #  | Datum             | Gegner                      | Ort               | Stadion                  | Ergebnis |
| -- | ----------------- | --------------------------- | ----------------- | ------------------------ | -------- |
| 01 | 03. Oktober 1992  | France A                    | Bordeaux          | Stade Chaban-Delmas      | 17:24    |
| 02 | 07. Oktober 1992  | Comité Béarn                | Pau               | Stade du Hameau          | 29:22    |
| 03 | 10. Oktober 1992  | Comité Midi-Pyrénées        | Toulouse          | Stadium Municipal        | 18:15    |
| 04 | 13. Oktober 1992  | Comité Provence-Côte d’Azur | Marseille         | Stade Vélodrome          | 41:12    |
| 05 | 17. Oktober 1992  | Frankreich                  | Lyon              | Stade de Gerland         | 20:15    |
| 06 | 20. Oktober 1992  | Comité Languedoc            | Béziers           | Stade de la Méditerranée | 8:16     |
| 07 | 24. Oktober 1992  | Frankreich                  | Paris             | Parc des Princes         | 16:29    |
| 08 | 28. Oktober 1992  | Französische Universitäten  | Tours             |                          | 13:18    |
| 09 | 31. Oktober 1992  | Barbarians français         | Villeneuve-d’Ascq | Stadium Lille Métropole  | 20:25    |
| 10 | 04. November 1992 | Midlands Division           | Leicester         | Welford Road Stadium     | 32:9     |
| 11 | 07. November 1992 | England A                   | Bristol           | Memorial Ground          | 20:16    |
| 12 | 10. November 1992 | Northern Division           | Leeds             | Elland Road              | 19:3     |
| 13 | 14. November 1992 | England                     | London            | Twickenham Stadium       | 16:33    |

## Test Matches
| 17. Oktober 1992 | Frankreich                                                | 15 : 20        | Südafrika                                                                        | Stade de Gerland, Lyon Zuschauer: 27.096 Schiedsrichter: Brian Kinsey (Australien) |
| 17. Oktober 1992 | Versuche: Penaud (2) Erhöhungen: Viars Straftritte: Viars | (0:13) Bericht | Versuche: Gerber Small Erhöhungen: Botha (2) Straftritte: Botha Dropgoals: Botha | Stade de Gerland, Lyon Zuschauer: 27.096 Schiedsrichter: Brian Kinsey (Australien) |

Aufstellungen:
- Frankreich: Louis Armary, Laurent Cabannes, Jean-Marie Cadieu, Marc Cécillon , Christophe Deylaud, Philippe Gallart, Jean-Michel Gonzalez, Aubin Hueber, Franck Mesnel, Alain Penaud, Olivier Roumat, Jean-Luc Sadourny, Philippe Saint-André, Jean-François Tordo, Sébastien Viars 
 Auswechselspieler: Abdelatif Benazzi, Philippe Benetton
- Südafrika: Wahl Bartmann, Naas Botha , Adri Geldenhuys, Danie Gerber, Willie Hills, Adolf Malan, Pieter Muller, Jacques Olivier, Hugh Reece-Edwards, Adriaan Richter, Hein Rodgers, James Small, Tiaan Strauss, Johann Styger, Garth Wright 
 Auswechselspieler: Robert du Preez, Hendrikus Hattingh, Deon Oosthuysen, Harry Roberts, Botha Rossouw, Theo van Rensburg

| 24. Oktober 1992 | Frankreich                                                               | 29 : 16       | Südafrika                                                                  | Parc des Princes, Paris Zuschauer: 38.130 Schiedsrichter: Brian Kinsey (Australien) |
| 24. Oktober 1992 | Versuche: Penaud Roumat Erhöhungen: Lacroix (2) Straftritte: Lacroix (5) | (6:6) Bericht | Versuche: Gerber Erhöhungen: Botha Straftritte: Botha (2) Dropgoals: Botha | Parc des Princes, Paris Zuschauer: 38.130 Schiedsrichter: Brian Kinsey (Australien) |

Aufstellungen:
- Frankreich: Louis Armary, Abdelatif Benazzi, Philippe Benetton, Laurent Cabannes, Marc Cécillon , Philippe Gallart, Jean-Michel Gonzalez, Aubin Hueber, Franck Mesnel, Thierry Lacroix, Jean-Baptiste Lafond, Alain Penaud, Olivier Roumat, Jean-Luc Sadourny, Philippe Saint-André 
 Auswechselspieler: Sébastien Viars
- Südafrika: Wahl Bartmann, Naas Botha , Adri Geldenhuys, Danie Gerber, Willie Hills, Adolf Malan, Pieter Muller, Jacques Olivier, Hugh Reece-Edwards, Adriaan Richter, Hein Rodgers, James Small, Tiaan Strauss, Johann Styger, Garth Wright 
 Auswechselspieler: Robert du Preez, Hendrikus Hattingh, Hennie le Roux, Ian Macdonald, Harry Roberts, Theo van Rensburg

| 14. November 1992 | England                                                                                  | 33 : 16         | Südafrika                                                                   | Twickenham Stadium, London Zuschauer: 54.000 Schiedsrichter: Stephen Hilditch (Irland) |
| 14. November 1992 | Versuche: Carling Guscott Morris T. Underwood Erhöhungen: Webb (2) Straftritte: Webb (3) | (11:16) Bericht | Versuche: Strauss Erhöhungen: Botha Straftritte: Botha (2) Dropgoals: Botha | Twickenham Stadium, London Zuschauer: 54.000 Schiedsrichter: Stephen Hilditch (Irland) |

Aufstellungen:
- England: Rob Andrew, Martin Bayfield, Will Carling , Ben Clarke, Wade Dooley, Jeremy Guscott, Jason Leonard, Brian Moore, Dewi Morris, Mike Teague, Victor Ubogu, Rory Underwood, Tony Underwood, Jon Webb, Peter Winterbottom 
 Auswechselspieler: Stuart Barnes, Steve Bates, Phil de Glanville, John Olver, Jeff Probyn, Tim Rodber
- Südafrika: Keith Andrews, Naas Botha, Danie Gerber, Hendrikus Hattingh, Willie Hills, Adolf Malan, Pieter Muller, Jacques Olivier, Adriaan Richter, James Small, FC Smit, Tiaan Strauss, Johann Styger, Theo van Rensburg, Garth Wright 
 Auswechselspieler: Robert du Preez, Heinrich Füls, Francois Knoetze, Piet Pretorius, Harry Roberts, Phillip Schutte